# Hemelytroblatta hirsuta
Hemelytroblatta hirsuta är en kackerlacksart som först beskrevs av Henri Saussure 1899.  Hemelytroblatta hirsuta ingår i släktet Hemelytroblatta och familjen Polyphagidae. Inga underarter finns listade i Catalogue of Life.